# Bruno Thalmann
Bruno Thalmann (* 13. Februar 1919 in Marbach bei Erfurt; † 30. November 1975) war ein deutscher Politiker und Funktionär der DDR-Blockpartei LDPD. Er war Mitglied des Staatsrates der DDR.

## Leben
Thalmann, Sohn einer Arbeiterfamilie, besuchte die Grund- und Mittelschule und absolvierte von 1935 bis 1938 eine Lehre als Elektriker. Von 1938 bis 1940 studierte er an der Ingenieurschule Hamburg. Das Studium schloss er als Elektroingenieur ab. Anschließend leistete er Kriegsdienst und geriet in Kriegsgefangenschaft.
Von 1946 bis 1972 war er Inhaber und Betriebsleiter der Firma Thalmann KG in Berlin-Lichtenberg, ab 1959 als Komplementär und nach der Verstaatlichung des Betriebes 1972 als Betriebsleiter des VEB Stahlkonstruktionen. Von 1959 bis 1961 absolvierte er ein Sonderstudium für Komplementäre an der Hochschule für Ökonomie Berlin. 1960 trat er der Liberal-Demokratischen Partei Deutschlands (LDPD) bei und gehörte ab 1962 dem LDPD-Bezirksvorstand Berlin an. Ab 1963 war er Kandidat, dann ab 1967 Mitglied des LDPD-Zentralvorstandes. Er war ab 1963 als Mitglied der LDPD-Fraktion Abgeordneter der Volkskammer. Von 1966 bis 1969 war er Vorsitzender der Kommission Industrie, Bauwesen und Verkehr des LDPD-Bezirksvorstandes Berlin. Von Mai 1969 bis November 1971 gehörte er als Mitglied dem Staatsrat der DDR an.
Thalmann starb im Alter von 56 Jahren und wurde auf dem Friedhof Pankow III beigesetzt.

## Auszeichnungen
- Verdienter Aktivist
- Verdienstmedaille der DDR